# Getreidekasten beim Unterschlaucher

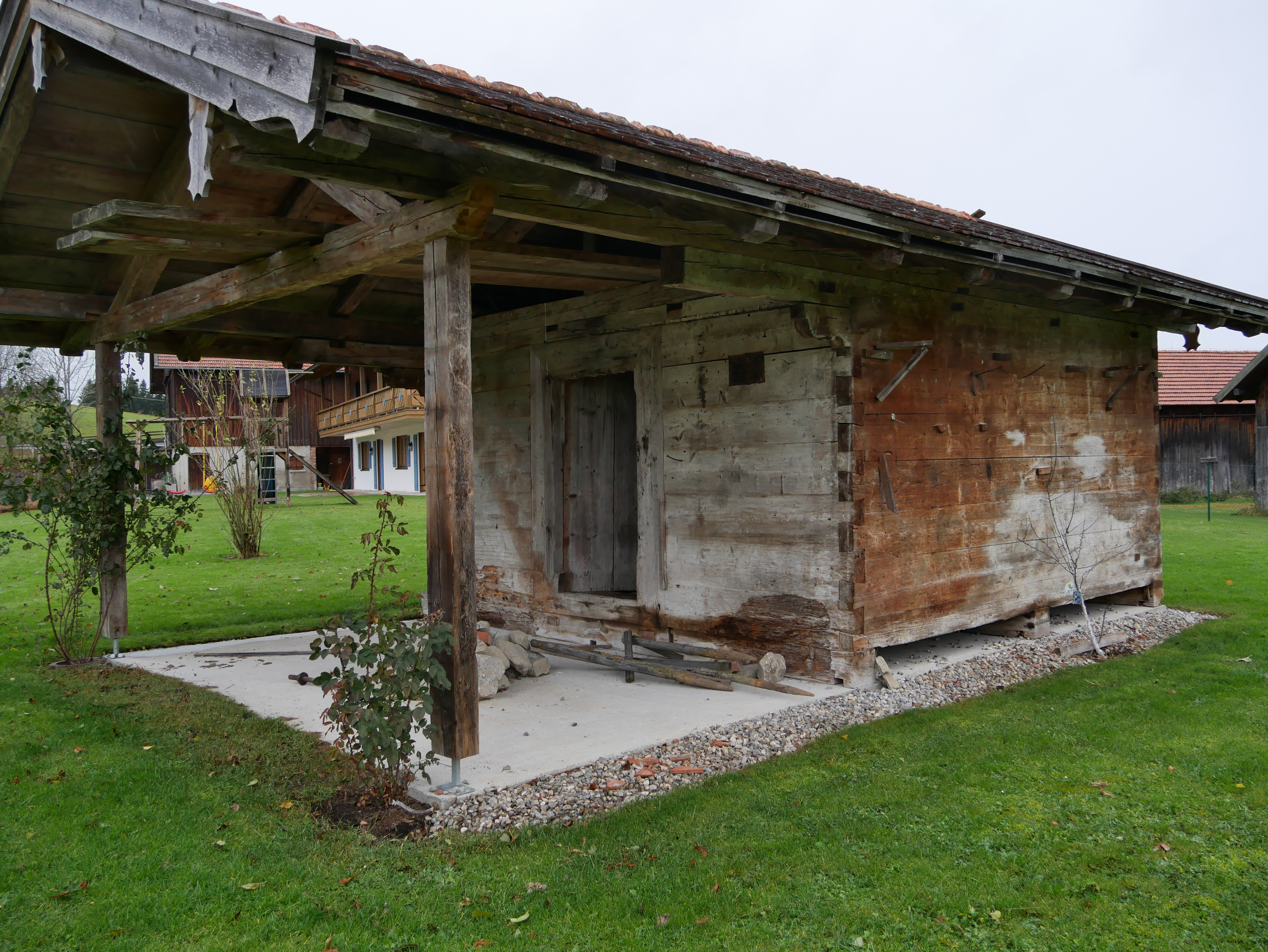
Getreidekasten in Schlauch

Der Getreidekasten beim Unterschlaucher in Schlauch, einem Gemeindeteil von Steingaden im oberbayrischen Landkreis Weilheim-Schongau, wurde um 1650 errichtet. Der ehemalige Getreidespeicher, zugehörig zum Bauernhaus Beim Unterschlaucher, ist ein geschütztes Baudenkmal.
Das erdgeschossige Gebäude weist noch Reste von Malereien an der Nordseite, innen neben der Tür, auf. Der Türsturz und die Kranzbalken besitzen Profilierungen.
Siehe auch
- Getreidekasten beim Oberschlaucher